# Лепаж, Пирс
Пирс Лепаж (фр. Pierce LePage; род. 22 января 1996, Уитби, Онтарио) — канадский легкоатлет, специалист по многоборьям, чемпион мира 2023 года, серебряный призёр чемпионата мира 2022 года, серебряный призёр Игр Содружества в Голд-Косте, бронзовый призёр Панамериканских игр в Лиме.

## Биография
Пирс Лепаж родился 22 января 1996 года в городе Уитби провинции Онтарио.
Начал заниматься лёгкой атлетикой в возрасте 12 лет, с 17 лет специализировался на десятиборье. Впервые привлёк к себе внимание в сезоне 2015 года, установив национальный рекорд Канады среди юниоров.
В 2016 году прошёл программу подготовки талантливых атлетов RBC Training Ground, а в 2017 году в отсутствие сильнейшего десятиборца страны Дамиана Уорнера одержал победу на чемпионате Канады.
Первого серьёзного успеха на международной арене добился в сезоне 2018 года, когда вошёл в основной состав канадской национальной сборной и побывал на Играх Содружества в Голд-Косте, откуда привёз награду серебряного достоинства, выигранную в десятиборье — с результатом в 8171 очко уступил здесь только представителю Гренады Линдону Виктору.
В 2019 году с личным рекордом в 8453 очков одержал победу на крупном международном турнире Décastar во Франции, взял бронзу на Панамериканских играх в Лиме — здесь пропустил вперёд Дамиана Уорнера и Линдона Виктора. Благодаря череде удачных выступлений удостоился права защищать честь страны на чемпионате мира в Дохе — набрал в сумме всех дисциплин десятиборья 8445 очков и расположился в итоговом протоколе соревнований на пятой строке.
На Олимпийских играх 2020 года занял пятое место с личным рекордом 8604 очка. По ходу соревнований Лепаж установил личные рекорды в толкании ядра (15,31 м), беге на 400 метров (46,92), беге на 1500 метров (4:31,85). Лепаж долгое время шёл на третьем месте, но неудачно выступил в метании копья (57,24 м, 16-й результат) и выпал из тройки призёров.
На чемпионате мира 2022 года Лепаж занял второе место с личным рекордом (8701 очко). Чемпионом стал Кевин Майер (8816 очков). Лепаж по ходу турнира установил личные рекорды в беге на 400 метров (46,84), беге на 110 метров с барьерами (13,78) и метании диска (53,26 м). Лепаж лидировал перед метанием копья (предпоследний вид), но вновь не сумел показать высокий результат (57,52 м), Майер в этой дисциплине опередил Лепажа сразу на 193 очка, метнув на 70,31 м.